# Tundra delle isole dell'oceano Indiano meridionale
La tundra delle isole dell'oceano Indiano meridionale è una ecoregione dell'ecozona antartica (codice ecoregione: AN1104).

## Territorio
L'ecoregione comprende diversi gruppi insulari dell'oceano Indiano meridionale: le isole del Principe Edoardo, le isole Crozet, le isole Kerguelen, le isole Heard e McDonald.

## Flora

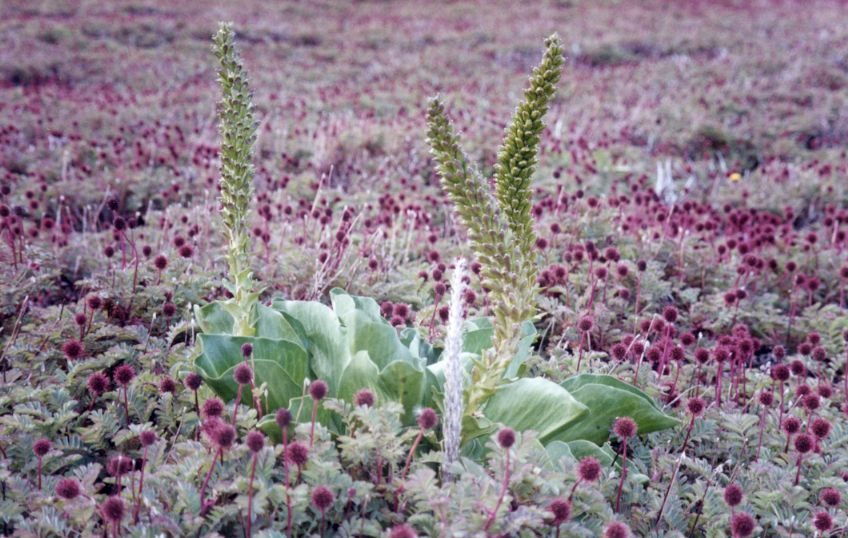
Il cavolo delle isole Kerguelen (Pringlea ascorbutica) e una acaena

Nonostante le condizioni molto rigide, esiste una numerosa comunità di piante adattate al clima sub-antartico. Tra esse l'endemico cavolo delle isole Kerguelen (Pringlea ascorbutica), molto ricco di vitamina C, un tempo risorsa dei marinai per la prevenzione dello scorbuto.

## Fauna
L'ecoregione ospita i siti di riproduzione di diverse specie di mammiferi, tra cui l'otaria orsina antartica (Arctocephalus gazella), l'otaria orsina subantartica (Arctocephalus tropicalis), la foca leopardo (Hydrurga leptonyx) e l'elefante marino del Sud (Mirounga leonina).
L'ecoregione ospita inoltre numerose specie di uccelli nidificanti tra cui l'endemico codone di Eaton (Anas eatoni).

## Conservazione
Lo stato di conservazione dell'ecoregione è considerato critico in quanto l'introduzione di numerose specie aliene, sia vegetali che animali, rappresenta una minaccia la sopravvivenza delle specie native. L'unica isola dell'ecoregione che si mantiene libera da specie alloctone è l'isola di McDonald.